# Chasmias masanderanicus
Chasmias masanderanicus är en stekelart som först beskrevs av Heinrich 1929.  Chasmias masanderanicus ingår i släktet Chasmias och familjen brokparasitsteklar. Inga underarter finns listade i Catalogue of Life.